# João Teixeira Soares de Sousa
João Teixeira Soares de Sousa (Manadas, 12 de Setembro de 1827 — Ponta Delgada, 1 de Fevereiro de 1875), em geral citado como Dr. João Teixeira Soares, político e investigador da história e antropologia açoriana, foi deputado pelas ilhas de São Jorge e Graciosa, juiz e autor de numerosas publicações sobre a história da ilha de São Jorge e sobre temas da cultura popular, incluindo numerosas recolhas de provérbios e cantigas tradicionais.

## Biografia
O Dr. João Teixeira Soares nasceu nos Terreiros, freguesia de Manadas, concelho de Velas, filho do grande morgado e político Miguel Teixeira Soares de Sousa e de sua mulher Maria Angélica Soares de Albergaria, família das mais abastadas da ilha, detentora de importantes áreas agrícolas e ligada à produção de vinho e de laranja.
Seguindo o percurso típico dos jovens da classe abastada insular, aparentemente com o objectivo de cursar medicina, em Outubro de 1849 matricula-se na Universidade de Coimbra, onde obtém o grau de bacharel em Matemática em 1853 e de Filosofia em 1854. Tendo iniciado o curso de Medicina em 1852, acabou por abandonar a Universidade sem o concluir.
Em 1854 regressou a São Jorge onde assumiu a direcção dos negócios familiares, ingressando quase de imediato na política local: nos anos imediatos é escolhido para vereador da Câmara Municipal de Velas e depois nomeado juiz substituto na comarca respectiva.
Nas eleições gerais de 1864 foi eleito deputado, pelo novel círculo de S. Jorge e Graciosa, partindo para Lisboa nos finais daquele ano. Durante a sua estadia em Lisboa iniciou um percursos de investigação da documentação histórica referente à sua ilha natal, em particular no Arquivo da Torre do Tombo. Desse labor resultou a transcrição de numerosos documentos e a localização de outros que depois utilizará nos seus artigos sobre história local.
A solicitação de Teófilo Braga, recolheu numerosos contos, proverbios ditos e cantigas populares, num trabalho pioneiro na recolha do cancioneiro e romanceiro jorgense, transformando-se num dos principais colaboradores da obra Cantos Populares do Archipelago Açoriano que Teófilo Braga editaria em 1876. É também na revista  Era Nova   (1880-1881), dirigida por Teófilo Braga, que se encontram dois textos da sua autoria, editados postumamente: "Camões nas ilhas dos Açores" e "Os doze de Inglaterra" (estudo crítico-histórico). Também de forma póstuma se encontra colaboração da sua autoria na Revista de Estudos Livres   (1883-1886) dirigida pelo mesmo.
Aproveitando a proliferação que na época ocorreu na imprensa açoriana, manteve diversos jornais em São Jorge, nos quais, a par de outros da ilha Terceira e da ilha de São Miguel, publicou numerosos estudos históricos e etnográficos. 
Com apenas 54 anos de idade faleceu na ilha de São Miguel, ilha onde tinha ido procurar aconselhamento médico após prolongada doença.